# Acraea mahela
Acraea mahela är en fjärilsart som beskrevs av Jean Baptiste Boisduval 1833. Acraea mahela ingår i släktet Acraea och familjen praktfjärilar. Inga underarter finns listade i Catalogue of Life.